# Narthecura branneri
Narthecura branneri là một loài tò vò trong họ Ichneumonidae.